# Per tre
Per tre è un singolo del rapper italiano Giaime, pubblicato il 1º aprile 2016.

## Video musicale
Il video musicale del brano è stato pubblicato il 22 marzo 2016 sul canale YouTube del rapper.

## Tracce
Testi di Giaime Mula, musiche di Jacopo Lazzarini, Fabio Gargiulo.
1. Per tre – 3:49